# فهد بن عبد الله الدوسري
فهد بن عبد الله الدوسري اقتصادي سعودي، ورئيس الهيئة العامة للإحصاء في السعودية من 19 يونيو 2022م، كما يشغل منصب رئيس مجلس إدارة المصرف العربي للتنمية الاقتصادية في إفريقيا.

## التعليم
- حاصل على درجة الدكتوراه في الاقتصاد عام 2008م من جامعة ليدز في المملكة المتحدة.[4]

## العمل والمناصب
- رئيس الهيئة العامة للإحصاء من 19 يونيو 2022م.[5][6][7]
- وكيل محافظ البنك المركزي السعودي للأبحاث والشؤون الدولية من عام 2019 إلى عام 2022م.[8]
- وكيل محافظ البنك المركزي السعودي للشؤون الإدارية من عام 2016 إلى عام 2019م.[9]
- مدير عام المعهد المالي (الأكاديمية المالية حالياً) من عام 2013 إلى عام 2017م.
- مدير إدارة الشؤون الدولية بالبنك المركزي السعودي.
- مدير إدارة الأبحاث الاقتصادية بالبنك المركزي السعودي.
- مدير عام إدارة الأبحاث والإحصاء بالبنك المركزي السعودي من عام 2010 إلى عام 2013م.
- رئيس شعبة النقود والبنوك في إدارة الأبحاث والإحصاء عام 2009م.
- عمل باحثاً اقتصاديا في البنك المركزي السعودي "ساما" من عام 1999 إلى عام 2009م.
- رئيس مجلس إدارة المصرف العربي للتنمية الاقتصادية في إفريقيا.[2]
- نائب رئيس مجلس أمناء الأكاديمية المالية.
- عضو مجلس إدارة بنك التنمية الاجتماعية.
- عضو مجلس إدارة صندوق التنمية العقارية.
- عضو مجلس إدارة صندوق التنمية الزراعية.
- عضو مجلس إدارة المؤسسة العامة للتقاعد.[10]
- عضو مجلس إدارة الهيئة العامة للمساحة والمعلومات الجيومكانية.[11][12]